# Chemin des Anglais (Charente)
Pour les articles homonymes, voir Chemin des Anglais.

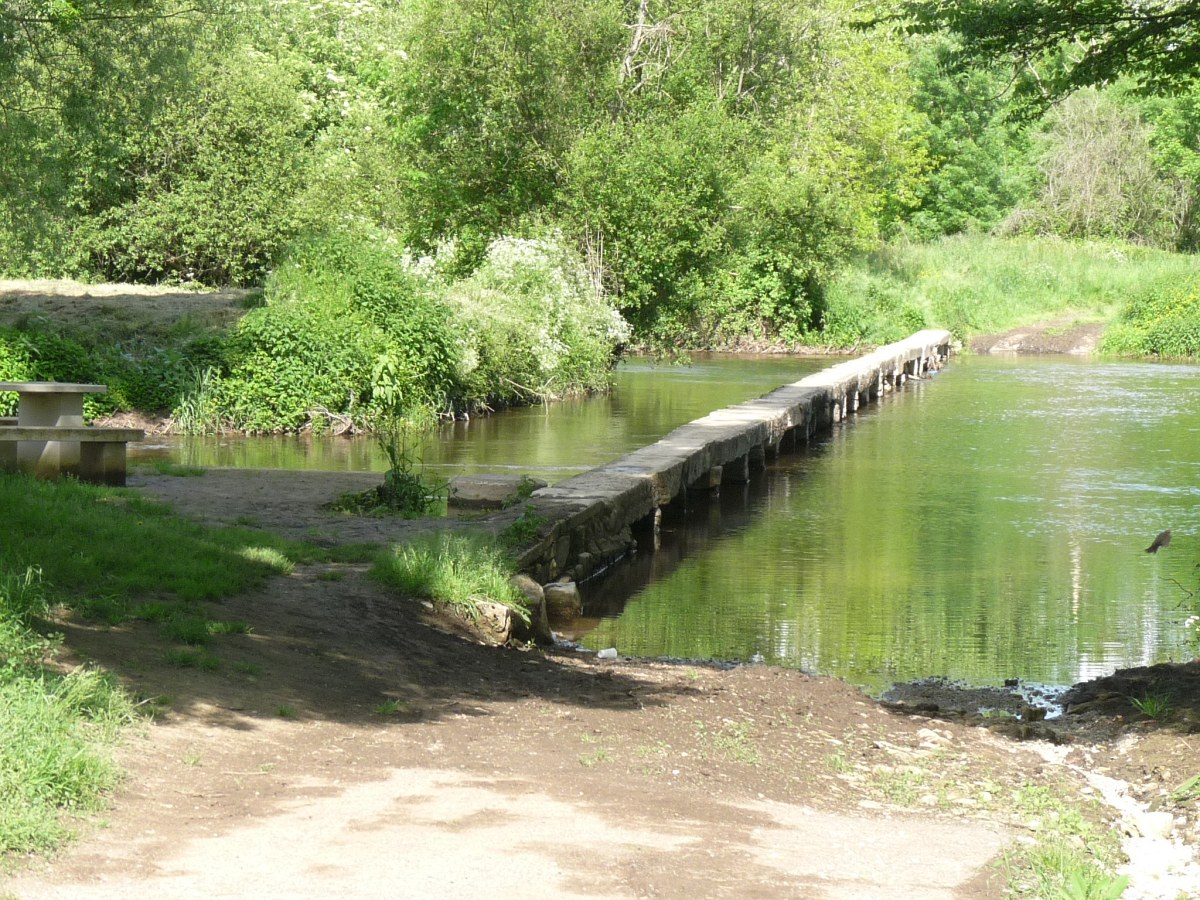
Le gué romain de Vilhonneur sur la Tardoire.

Le Chemin des Anglais est une voie antique du département de la Charente dans le Sud-Ouest de la France et la région Nouvelle-Aquitaine qui reliait Saintes à Limoges par Angoulême.

## Itinéraire
Cette voie antique passe par Cognac, Angoulême et rattrape la voie d'Agrippa de Saintes à Lyon, voie qui passe à 15 km au nord d'Angoulême, à Saint-Quentin-sur-Charente, soit à peu près à mi-chemin entre Angoulême et Limoges, peu avant Chassenon.

### À l'est d'Angoulême
De façon plus détaillée, en venant de l'est, après d'être détaché de la grande voie à Saint-Quentin, le chemin des Anglais se dirige vers Lésignac-Durand qu'il laisse sur sa droite, et Mouzon. Puis il passe à Mazerolles, et demeure sur la crête du massif de l'Arbre par Peyrou qu'il ne descend qu'à son extrémité ouest en arrivant sur Saint-Sornin.

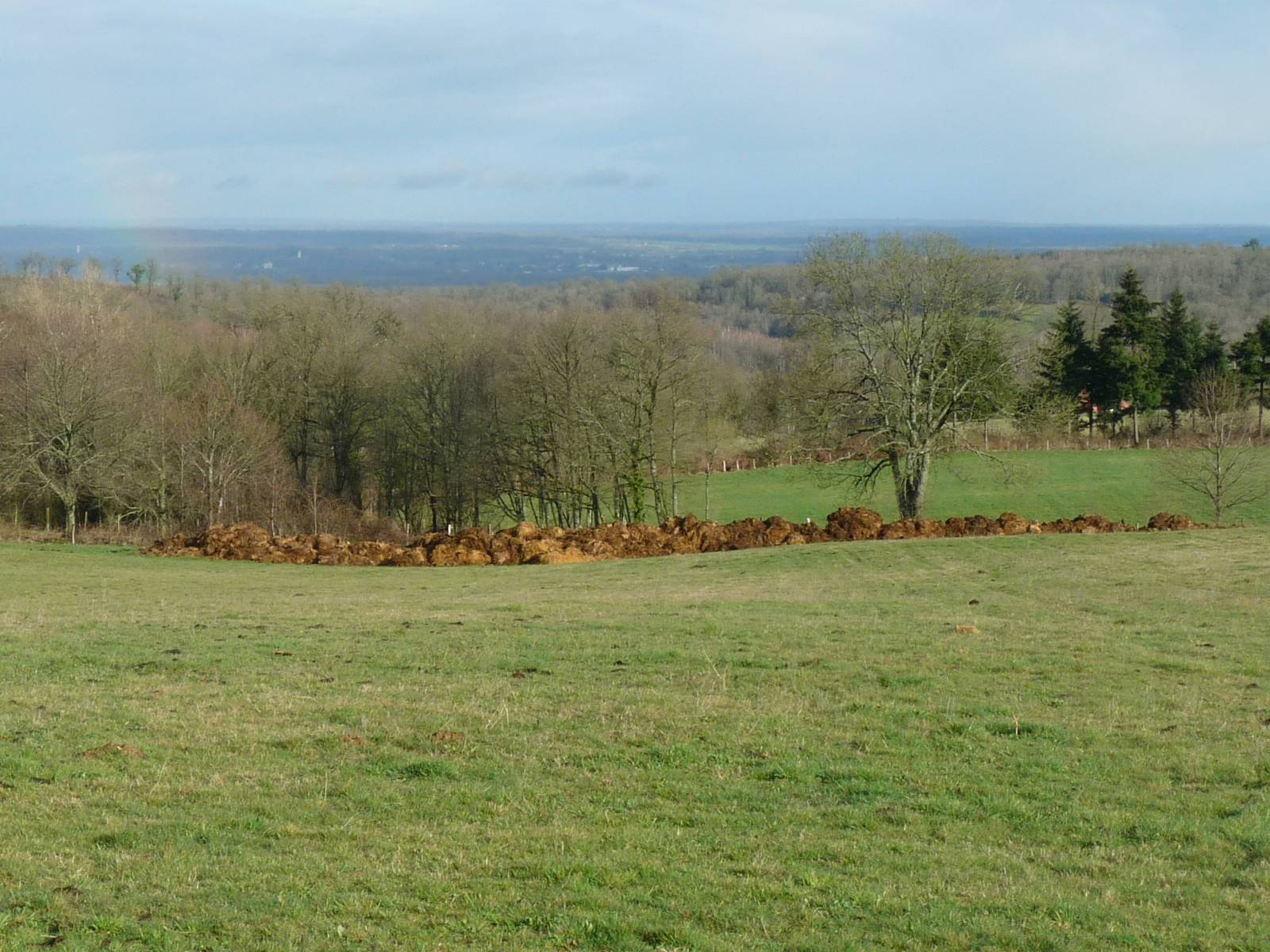
Panorama depuis l'ancienne voie entre Mazerolles et le Mas.

Cette crête d'où l'on a un immense panorama a permis aux Romains de construire un exploratorium, observatoire ou mirador situé près du Mas, commune de Mazerolles, dont on voit encore les vestiges. C'est là que la voie quitte la province des Lémovices pour entrer en Angoumois. 
La voie passe légèrement à l'est de Saint-Sornin, aux Michelots, puis elle traverse la Tardoire au gué de Vilhonneur, et se dirige vers Pranzac par le carrefour de Saint-Paul (actuellement limite de commune).

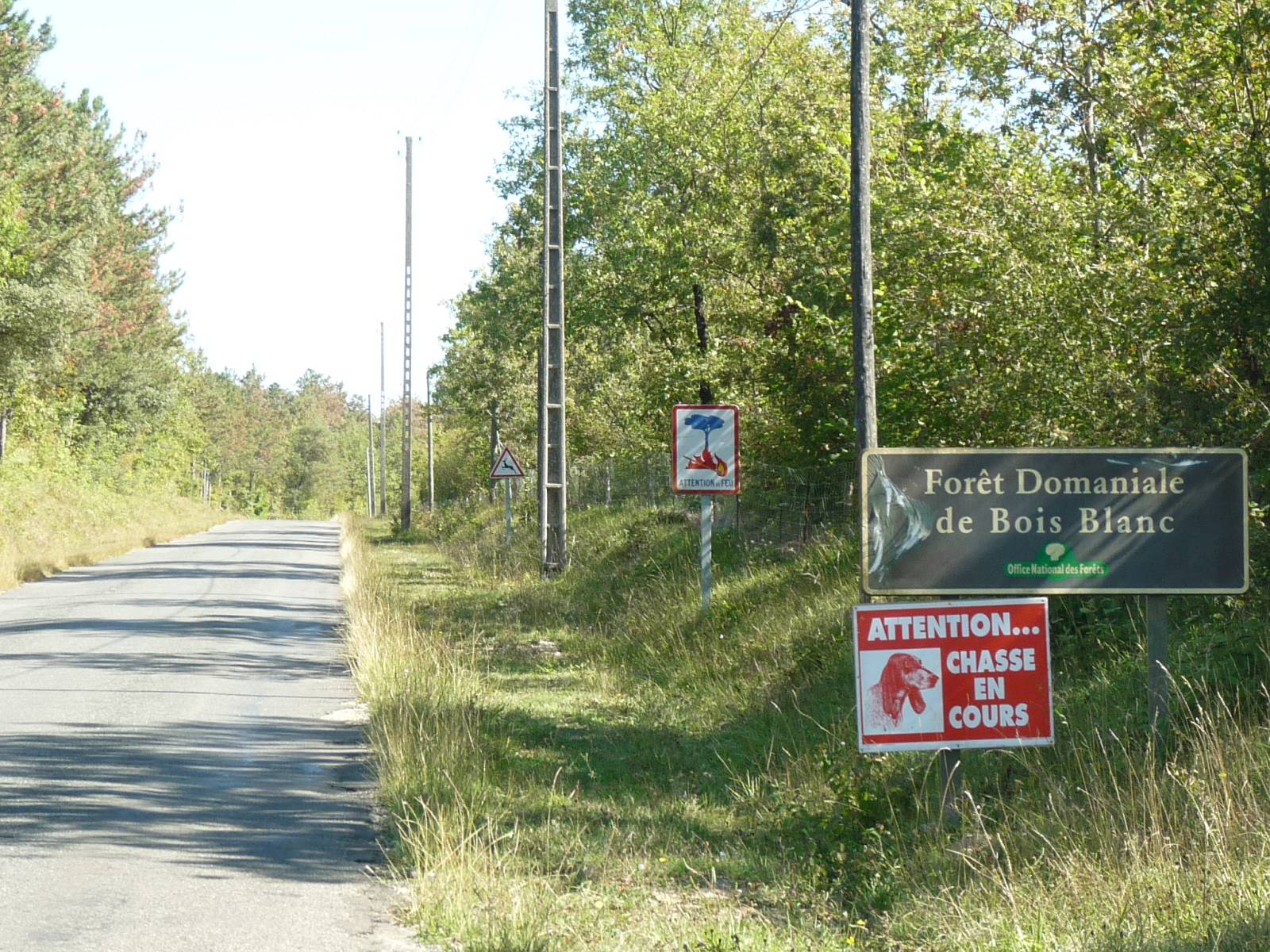
Route forestière de Bois Blanc.

De là la voie se confond avec la D 699 d'Angoulême à Montbron et passe au Quéroy, commune de Mornac, où elle coupe à la sortie du bourg la voie romaine de Périgueux à Poitiers par Montignac et Rom appelée la Chaussade. Puis elle continue en ligne droite sur l'actuelle route forestière de Bois Blanc.
Toujours en ligne à peu près droite et par les routes actuelles, la voie passe par Bellevue commune de Magnac-sur-Touvre, puis L'Isle-d'Espagnac et Soyaux par Recoux et le stade et le collège des Rochers où elle escalade le plateau d'Angoulême. Après avoir traversé le Champ de Manœuvre par le logis de Bois-Menu, elle passe par Saint-Roch et la Bussatte à peu près par l'actuelle rue Monlogis,.

### À l'ouest d'Angoulême
Cette voie quitte Angoulême à l'ouest par la rue de Basseau et traversait la Charente par un pont de bois (rue Romaine sur la commune de Fléac) à 100 m en aval du pont actuel et dont on pouvait encore voir les pilotis lors des basses eaux au XIXe siècle,,. 
Basseau était l'ancienne ville romaine d'Angoulême en temps de paix, appelée aussi ville d'Olipe et dont on a retrouvé quelques vestiges,.
La voie se dirigeait vers Hiersac par Linars en laissant Saint-Saturnin sur la gauche, et Marteau et la Vigerie sur la droite.
Elle passait au nord du bourg de Moulidars près de Malvieille.
Elle passait à 2 km au nord de Jarnac, et traversait la Charente au « port du Chassier » (port de l'Échassier, commune de Saint-Brice) avant d'arriver à Cognac. Puis elle se dirigeait vers Merpins pour rejoindre le chemin Boisné en provenance de Périgueux et en direction de Saintes, juste avant sa traversée du Né.

## Historique
Cette voie vraisemblablement d'origine protohistorique, a pris de l'importance lorsque Angoulême est devenue cité romaine au IIIe siècle. Mais rien n'indique vraiment que cette voie avait une origine romaine voire antérieure.
Son nom provient sans doute du Moyen Âge lorsque l'Angoumois était une possession anglaise, car peu de documents existent sur cette voie et son nom. L'abbé Michon émet aussi l'hypothèse que ce chemin aurait été entretenu par le Prince noir lorsqu'il séjournait à Angoulême, ville qu'il affectionnait particulièrement.